# هزاع الغامدي
هزاع بن عبد الله بن صالح آل محمود الغامدي، هو الدكتور هزاع عبد الله الغامدي، الملحق الثقافي بسفارة المملكة العربية السعودية في باكستان. مواليد 1376 هـ - 1957م. في قبيلة حوالة - منطقة الباحة ـ السعودية.

## المؤهلات الاكاديمية
- 1980 - حصل على درجة البكالوريوس في الشريعة الإسلامية من جامعة الإمام محمد بن سعود الإسلامية.
- 1986 - حصل على الماجستير في أصول الفقه من جامعة الإمام محمد بن سعود الإسلامية عام 1406هـ. عنوان الرسالة «حروف العطف بين النحويين والأصوليين وأثر استعمالها في الفقه الإسلامي».
- 2000 - حصل على الدكتوراه في أصول الفقه مع مرتبة الشرف الأولى من جامعة الإمام محمد بن سعود الإسلامية، كلية الشريعة، الرياض. عنوان الرسالة «محاولات التجديد في أصول الفقه ودعواته دراسة وتقويماً» وتمت طباعتها من قبل جامعة الإمام.[3]

## التدرج الوظيفي
- 1980 - عمل معيداً بكلية الشريعة وأصول الدين في أبها
- 1986 - وكيل مكلف لكلية الشريعة وأصول الدين أبها.
- 1980 - 1992 - عمل محاضراً بكلية الشريعة وأصول الدين في أبها.
- 1990- كُلّف برئاسة القسم الجامعي لجامعة الإمام محمد بن سعود الإسلامية.
- 1993 - 1996 - عُيّن وكيلاً لعمادة القبول وشؤون الطلاب في أبها.
- 1996 - 2003 - أوفد مديراً لمعهد العلوم الإسلامية والعربية في موريتانيا التابع لجامعة الإمام محمد بن سعود الإسلامية.
- 2005 - نائب مجلس إدارة المدارس السعودية بإسلام آباد.
- 2005 - عيّن رئيس قسم أصول الفقه بالجامعة الإسلامية العالمية في إسلام آباد.
- 2006 - عيّن مستشاراً للجامعة الإسلامية العالمية في إسلام آباد.
- 2010 - ملحق ثقافي في السفارة السعودية في السودان.[5]
- 2012 - يعمل حالياً ملحقاً ثقافياً بسفارة المملكة العربية السعودية في جمهورية الباكستان الإسلامية.[1] بعد صدور قرار معالي وزير التعليم العالي د. خالد بن محمد العنقري بنقل خدمات د. الغامدي ليصبح الملحق الثقافي السعودي في جمهورية باكستان الإسلامية.[2]

## الخبرات العلمية والمهنية
شارك في عدة ملتقيات ثقافية ومؤتمرات فكرية في إفريقيا وآسيا وأمريكا..

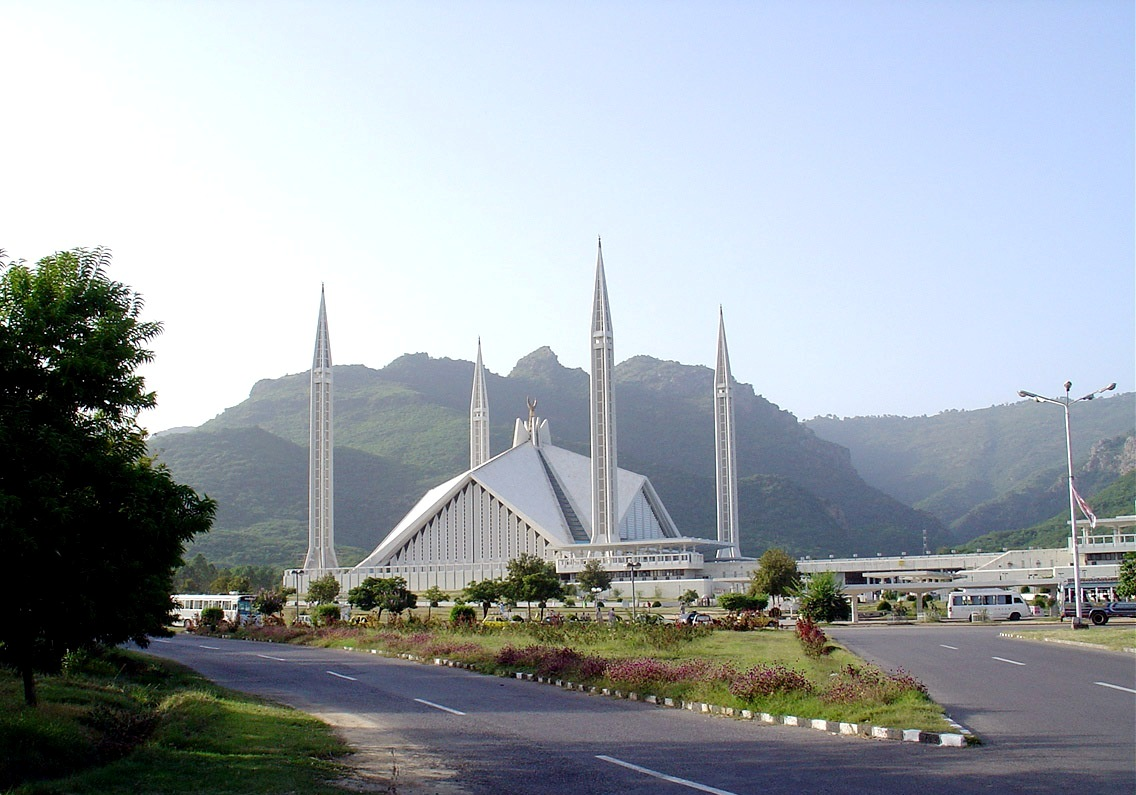
جامع الملك فيصل

- 1987- اُوفد محاضراً بمعهد العلوم الإسلامية والعربية في موريتانيا التابع لجامعة الإمام محمد بن سعود الإسلامية.
- 2002 - شارك في ملتقى خادم الحرمين الشريفين الثقافي الإسلامي في جوهانسبرغ بجنوب أفريقيا.
- 2005 - أوفد للتدريس في الجامعة الإسلامية العالمية في إسلام آباد.
- 2008 - شارك في اجتماع حوار أتباع الأديان والثقافات المنعقد بمقر منظمة الأمم المتحدة في نيويورك.[6]
- 2012 - شارك في الأمسية الشعرية صيف عام 1433هـ التي اقيمت في قبيلة حوالة، الباحة.
- 2013 - شارك في حلقة النقاش التي عقدت بمعهد الدراسات الدبلوماسية بوزارة الخارجية في أفغانستان.[7]
- 2013 - شارك بحضور المؤتمر الدولي للتعليم العالي، ولمدة عشرة أيام.[7]
- 2014 - عقد اللقاء الطلابي الأول للطلبة الدارسين في مدينتي كراتشي وحيدر آباد في باكستان.[8]
- 2014 - شارك كضيف شرف على حفل افتتاح المؤتمر الدولي حول (الاستقامة والاعتدال ودورهما في نهضة المجتمع المسلم) في باكستان[9]
- 2014 - شارك في فعاليات المؤتمر الدولي الأول لتدبر القرآن الكريم والذي تنظمه الجامعة الإسلامية بهاولبور تحت إشراف ـ كرسي السيرة النبوية ـ تحت عنوان «الصعوبات في تدبر القرآن الكريم ومعالجتها لغير الناطقين باللغة العربية» [10]
- 2014 - شارك بملتقى الملحقيين الثقافيين في دورته السابعة ولمدة ثلاثة أيام في باكستان.[11]

## العضويات
- 2008 - عضو في المجلس العلمي لقسم الشريعة بكلية الشريعة والقانون في إسلام آباد.[5]
- 2005 - منح عضوية مجلس إدارة المدرسة السعودية بإسلام آباد.[4]

## تكريم وجوائز
- 2014 - كٌرم من قبل رئيس نادي الطلبة السعوديين في مدينة كراتشي تقديراً لجهوده الملموسة في دعم ومساندة الطلبة الدارسين في باكستان.[12]

## المؤلفات
- نشر له العديد من القصائد في المجلات والصحف الداخلية والخارجية، وله ديوان شعري تحت الطباعة.

## مسابقة حفظ القرآن الكريم والسنة النبوية
- أنشأ مسابقة الشيخ «عبد الله بن صالح الفقية» لحفظ القرآن الكريم والسنة النبوية في «قبيلة حوالة» منطقة الباحة، وذلك خلال شهر رمضان المبارك، وكانت بدايتها عام 2012، وهو مؤسس الجائزة والداعم الرسمي لها.[5]

## انظر ايضًا
- قبيلة حوالة
- التعليم العالي
- جامعة الإمام محمد بن سعود الإسلامية
- باكستان
- إسلام آباد